# Jean-Paul Grandjean de Fouchy
Jean-Paul Grandjean de Fouchy   (París, 10 de març de 1707 - París, 15 d'abril de 1788) fou un astrònom francès del segle xviii, conegut per haver estat secretari perpetu de l'Acadèmie Royale des Sciences durant 32 anys.

## Biografia
Grandjean de Fouchy era fill de Philippe Grandjean (1665–1714), força conegut com a gravador i creador de tipografies.
Després de començar a treballar com impressor, Grandjean de Fouchy va ser nomenat jutge a la Chambre des comptes, i posteriorment secretari del duc d'Orléans. Va estudiar ciències i astronomia amb Joseph-Nicolas Delisle del Collège de France.
El 1727, va ingressar a la Société des Arts de Paris. Entre altres treballs d'astronomia, va presentar una memòria sobre el meridià del temps mitjà. Serà conegut sobretot en gnomònica.
El 1743, va ser escollir secretari perpetu de l'Académie Royale des Sciences en substitució de Dortous de Mairan, que va ocupar el càrrec poc temps substituint Fontenelle. Grandjean de Fouchy va ocupar el càrrec fins al 1776, en que, després de dimitir, fou substituït per Nicolas de Condorcet.
Com a part de les seves obligacions com a secretari perpetu, va pronunciar seixanta-quatre obituaris d'acadèmics morts durant el seu mandat, entre els quals els de James Bradley, de Clairaut, de Nollet, de Réaumur, de Giovanni Poleni i el del seu amic Lacaille; ell mateix va pronunciar l'obituari de Fontenelle, el nom del qual està associat a aquest gènere literari.
Va ser membre de la Royal Society des de 1740. El seu obituari va ser pronunciat per Condorcet en la sessió pública del 14 de novembre 1789.